# Ленинген (Баден-Виртемберг)
Ленинген (њем. Lenningen) општина је у њемачкој савезној држави Баден-Виртемберг. Једно је од 44 општинска средишта округа Еслинген. Према процјени из 2010. у општини је живјело 8.340 становника. Посједује регионалну шифру (AGS) 8116079.

## Географски и демографски подаци
Ленинген се налази у савезној држави Баден-Виртемберг у округу Еслинген. Општина се налази на надморској висини од 449 метара. Површина општине износи 41,4 km². У самом мјесту је, према процјени из 2010. године, живјело 8.340 становника. Просјечна густина становништва износи 201 становника/km².